# ناتوبا
ناتوبا بلدية في ولاية بارايبا في المنطقة الشمالية الشرقية من البرازيل.